# Yves Ternon
Yves Ternon, född 1932 i Saint-Mandé i Val-de-Marne, är en fransk läkare, historiker och författare, specialiserad på Förintelsen och judisk historia.